# Jean Engling

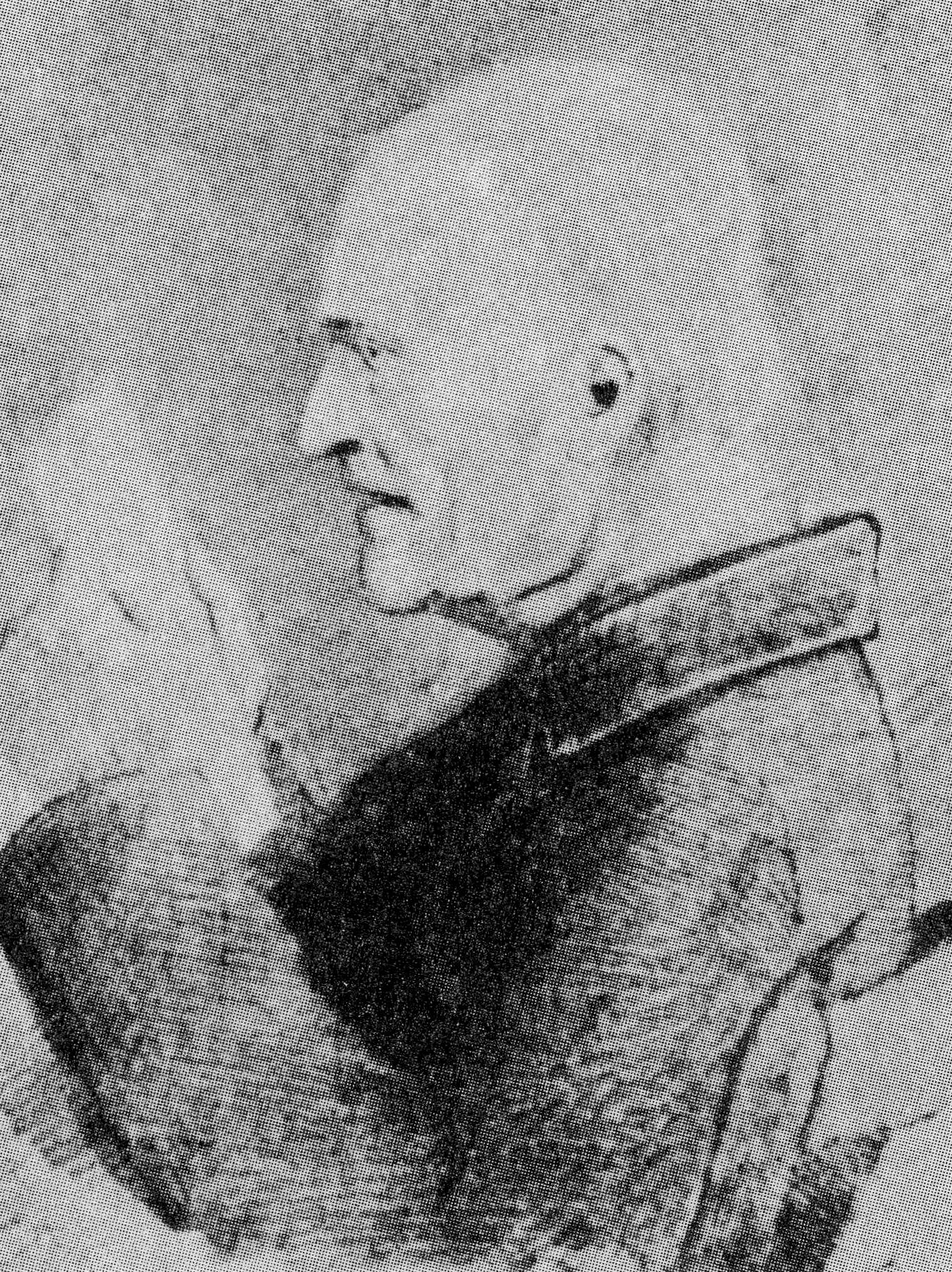
Jean Engling, posthum gezeichnet von Karl Arendt

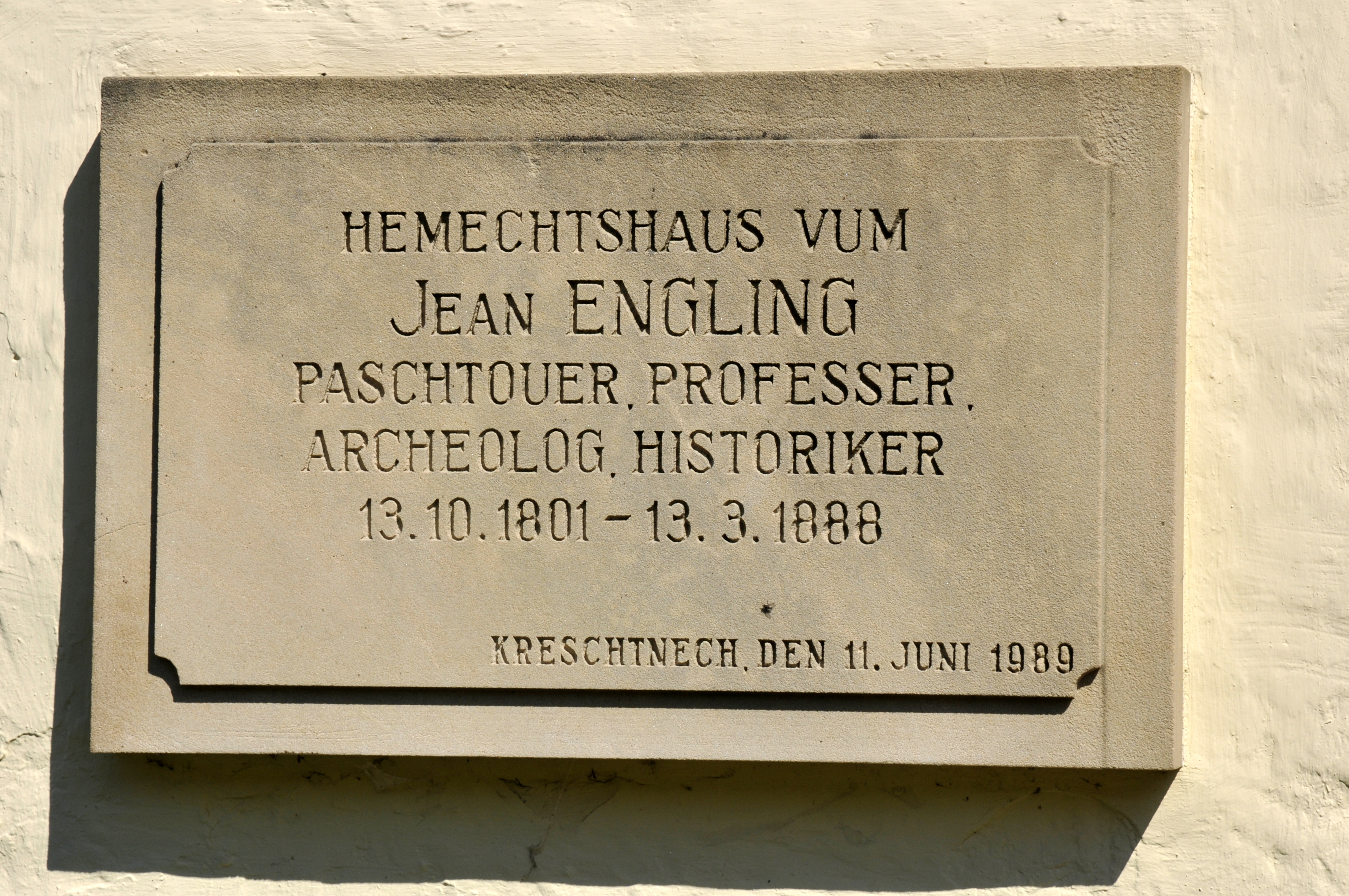
Erinnerungstafel an der Uelegmillen bei Christnach

Jean (Johann) Engling (* 13. Oktober 1801 in Christnach, Luxemburg; † 13. März 1888 in Marienhaff, Luxemburg) war ein luxemburgischer Theologe, Kaplan, Heimatforscher und Pädagoge.

## Biografie
Engling wirkte zwischen 1841 und 1869 als Lehrer in Echternach sowie von 1841 bis 1869 als Lehrer für Philosophie und Theologie am Athénée de Luxembourg. Ab 1845 lehrte er als Professor für Philosophie und Theologie am Seminar zu Luxemburg. Zwischen 1853 und 1876 sowie von 1885 bis zu seinem Tod war Engling Präsident der Archäologischen Gesellschaft, die 1868 zur historischen Sektion des Großherzoglichen Instituts wurde.

## Ehrungen
Nach Jean Engling ist eine Straße im Luxemburger Stadtteil Dommeldange benannt.

## Schriften (Auswahl)
- Geschichte des sogenannten Klöppelkrieges, quellenmäßig dargestellt. Druck und Verlag von V. Bück, Luxemburg 1857. (Digitalisat der 3., neubearbeiteten und vervollständigten Auflage von 1858)
- Die Luxemburger Glaubensbekenner unter der Französischen Republik, quellenmäßig dargestellt. Druck und Verlag von V. Bück, Luxemburg 1860. (Digitalisat)
- Freiherr Heinrich Hartard von Rollingen, weiland Fürstbischof zu Speier. Eine biographische Skizze. Druck und Verlag von V. Bück, Luxemburg 1865. (Digitalisat)
- De Mathes vu Medernach oder die letzte Hinrichtung mit dem Strange zur Zeit des Feudalrechts. In: Publications de la Section historique de l’Institut grand-ducal de Luxembourg, Band 37 = NS Band 15, 1884 (1985), S. 215–235. (auch als Sonderdruck, Neuauflage 1994)